# Журавли (Пензенская область)
 Журавли  — опустевший посёлок Никольского района Пензенской области. Входит в состав Ильминского сельсовета.

## География
Находится в северо-восточной части Пензенской области на расстоянии приблизительно 28 км на запад по прямой от районного центра города Никольск.

## История
Основан в 1920-е годах как сельскохозяйственная артель. В 1955 году бригада колхоза имени Ленина. В 2004 году осталось 1 хозяйство.

## Население
Численность населения:205 человек (1926 год), 207 (1930), 163 (1959), 69 (1979), 8 (1989), 4 (1996). Население составляло 1 человек (русские 100 %) в 2002 году, 0 в 2010.